# Grant McLennan
Grant McLennan (nascido Grant William McLennan em 12 de fevereiro de 1958, Brisbane – 6 de maio de 2006) foi um cantor e compositor australiano e membro da banda The Go-Betweens, que ele fundou juntamente com Robert Forster em 1977. McLennan faleceu em 2006, aos 48 anos, vítima de ataque cardíaco.

## Discografia

### Álbuns solo
- Watershed (1991)
- Fireboy (1994)
- Horsebreaker Star (1995)
- In Your Bright Ray (1997)